# Samniter

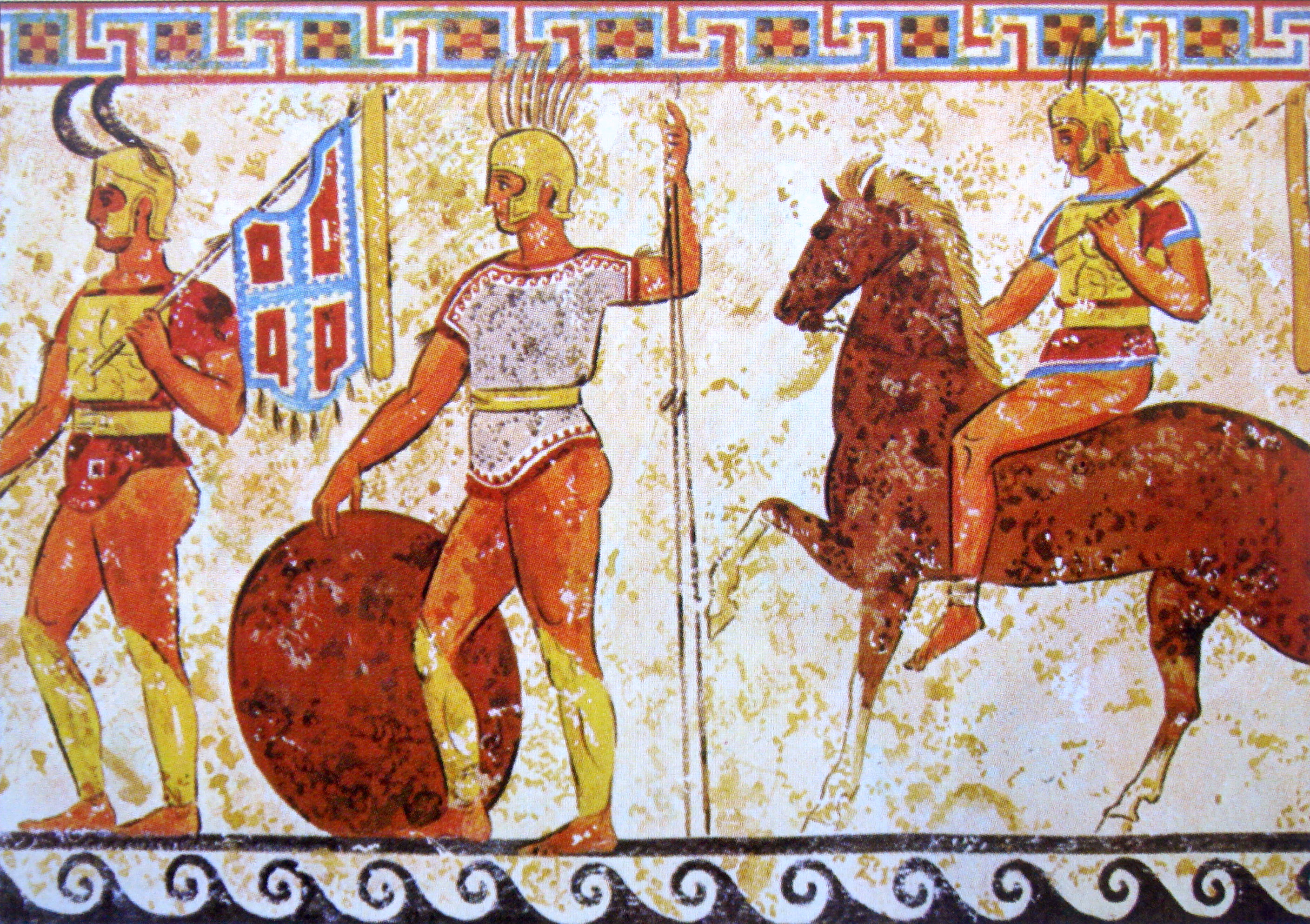
Samnitiska soldater på en gravfris i Paestum.

Samniter var flera italiska folk som bebodde området Samnium i delar av nuvarande Kampanien, Apulien, Molise, Abruzzo och Basilicata. De talade det italiska språket oskiska. Samniter är egentligen ett samlingsnamn för fyra italiska folkstammar: caracener, caudier, hirpiner och pentrer.  Dessa gick också under namnet samnitiska förbundet. Vissa källor nämner en femte folkstam: frentaner.
Det samnitiska samhället var baserat på jordbruk , jakt, boskapsskötsel (i synnerhet fårskötsel) och handel. Av yttersta vikt och påverkan på samhället var krigskonsten. Detta kom till uttryck i en krigskult och ledde till att samniter ofta valdes som legosoldater (och gladiatorer). Samniterna var också upphovsmän till krigsinnovationer som senare spreds till deras motståndare.
Samniterna är mest kända för de samnitiska krigen, och beskrevs av romerska källor som krigiska. Utgången av de samnitiska krigen var omfattande förödelse i syditalien och att samniterna fick behålla viss autonomi. Trots den formella autonomin hanterades i praktiken samniterna hårdhänt: bland annat tvångsförflyttades samniter och hela byar förstördes. Romaniseringen gick långsamt, och samniterna var flera gånger inblandade i revolter mot romarna, bland annat i slaget vid Sentinum som slutade med nederlag för en stor sammanslutning av samniter, etrusker, umbrer och deras galliska allierade, pyrriska kriget (280 f.Kr.–275 f.Kr.), andra puniska kriget (218–202 f.Kr.), bundsförvantskriget (91–88 f.Kr), Spartacusupproret (73–71 f.Kr) samt Slaget vid Pistoria (62 f.Kr.). Med tiden blev samniterna romaniserade, och det hävdas ibland att Pontius Pilatus härstammade från samniterna. 

## I äldre litteratur
Nordisk familjebok har en mycket glorifierande artikel om samniter.